# ألان كيرنز
ألان كيرنز هو عالم سياسة كندي، ولد في 2 مارس 1930 في كامبريدج في كندا، وتوفي في 27 أغسطس 2018.